# Quel beau dimanche
Quel beau dimanche! est un récit autobiographique de Jorge Semprún qui se déroule dans le camp de concentration de Buchenwald.
« Avais-je rêvé ma vie à Buchenwald ? Ou bien, tout au contraire, ma vie n'était-elle qu'un rêve depuis mon retour de Buchenwald » dira-t-il à propos de ce livre qu'il considère
comme son ouvrage essentiel, sans doute parce qu'il y a mis cet essentiel de lui-même qui fait la substance même de son travail de création.

## Présentation
Qu’il s’agisse de Autobiographie de Federico Sánchez, de la Deuxième mort de Ramón Mercader ou de ce "Beau dimanche", le déclenchement de son écriture est identique : un ou plusieurs événements lui suggèrent le schéma du récit.
Quel beau dimanche! se présente d'abord comme une quête d'identité d'un autre lui-même rescapé d'un camp de concentration et rescapé du franquisme. Cet ancien dirigeant du Parti communiste espagnol clandestin, viré en 1964 par les orthodoxes du parti cherche sa vérité à travers ce siècle qui a connu tant de vertiges collectifs. Dans une interview, il a confié combien la lecture d'Une journée d'Ivan Denissovitch de Soljenitsyne avait été importante pour l'écriture de ce livre.
Au camp de Buchenwald, Jorge Semprun n'est pas encore Federico Sanchez mais Gérard et c'est un dimanche ordinaire d'hiver au camp qu'il raconte dans ce livre. C'est pour lui une occasion de faire des allers et retours dans sa mémoire, de revisiter le passé sur le site de Buchenwald, parler de l'arbre à l'ombre duquel Goethe et Eckermann tinrent leurs fameuses conversations que reprit Léon Blum qui se retrouva lui-même, caprice du destin, prisonnier des Allemands à l'ombre de cet arbre. Le futur, c'est l'avenir de l'organisation des communistes de Buchenwald, dont Gérard était membre, persécutés et persécuteurs, simples acteurs comme Barizon qui s'écria le matin de cette nouvelle journée : « Quel beau dimanche ! »

## Références

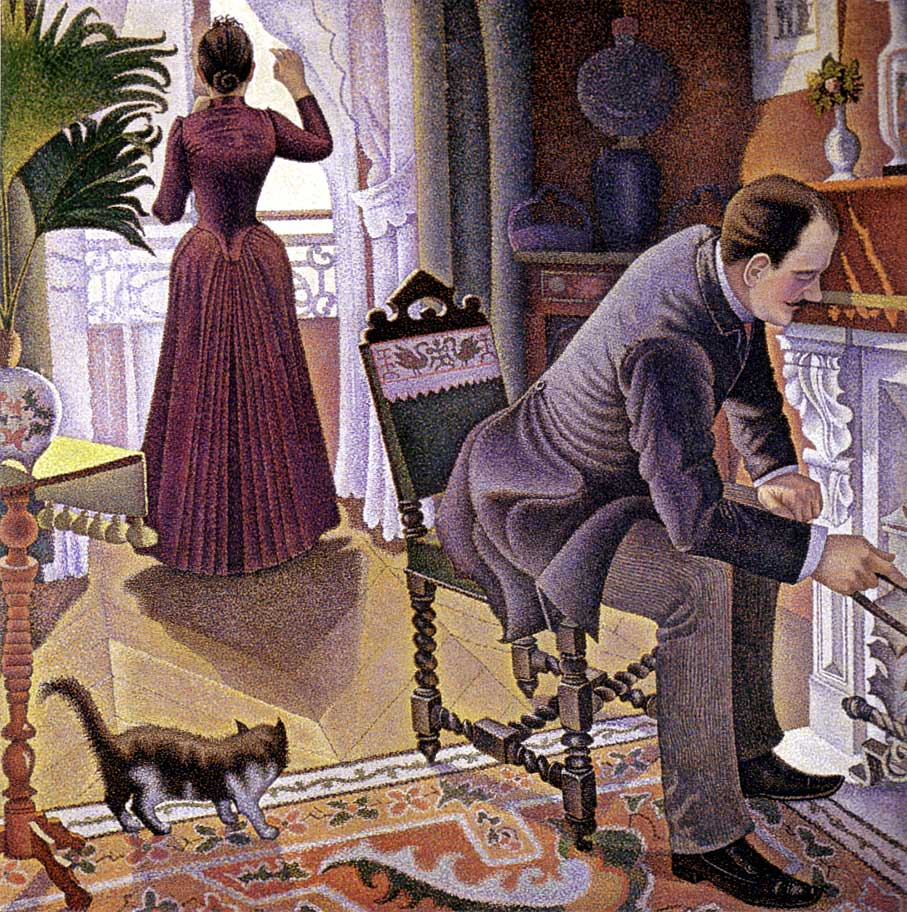
Un dimanche, Paul Signac 1890